# 鱘形足溝魚
鱘形足溝魚，為輻鰭魚綱鮋形目杜父魚亞目八角魚科的其中一種，為深海魚類，分布於北太平洋鄂霍次克海至美國加州北部海域，棲息深度2-710公尺，本魚背部淺灰褐色，腹部淡黃色至橘色，體側及背部具黑色鞍狀斑，觸鬚黃色，背鰭硬棘8-10枚、背鰭軟條7-9枚、臀鰭軟條6-9枚，體長可達30.5公分，棲息在軟底質底層水域，以甲殼類、小魚、蠕蟲為食，生活習性不明。

## 扩展阅读
維基物種上的相關：鱘形足溝魚